# Pro Pinball: The Web
Pro Pinball: The Web — компьютерная игра в жанре симулятора пинбола, разработанная студией Cunning Developments и изданная компанией Empire Interactive в 1995 году. Была выпущена для
платформ MS-DOS, Windows, PlayStation и Sega Saturn.
Игра получила преимущественно положительные отзывы критиков и несколько наград от игровой прессы. В рецензиях симулятор в основном хвалили за реализм, графику и звуковое сопровождение, но при этом критиковали за то, что в игре всего лишь один стол. В 1997 году британский журнал PC Gamer включил её в список ста лучших игр.
Pro Pinball: The Web стала первой игрой серии Pro Pinball, в которой впоследствии с 1997 по 2000 годы вышло ещё три игры.

## Игровой процесс

Игровой процесс. На табло отображается описание текущей «миссии» — рейд небоскрёба.

Pro Pinball: The Web представляет собой симулятор пинбола с одним столом. Как и в других видеоиграх этого жанра, игровой процесс заключается в получении максимального количества очков, путём манипуляции игровым шариком при помощи флипперов. Согласно теме стола, действие игры происходит в недалёком будущем, а игрок выступает в роли кибер-байкера, который противостоит Тёмной Королеве — злой правительнице «Паутины», находящейся на космической станции над землёй. Чтобы победить королеву в «решающей битве» байкер должен выполнить шесть «миссий».
Попадая в определённые объекты на столе, игрок активирует мини-игры на игровом табло, «миссии» (необходимо попасть по подсвеченным объектам релевантным для текущей миссии) и получает бонусы. По центру стола находятся подсвечиваемые индикаторы. Если все условия выполнены и все индикаторы горят, включается режим «решающей битвы» при котором на столе одновременно появляется шесть шаров.
В игре нет вида сверху или свободного вращения камеры, но доступны шесть разных видов на стол, а также режим слайд-шоу, позволяющий внимательно осмотреть стол.
В таблице рекордов сохраняются 5 лучших результатов за всё время, а также 4 лучших результата «за сегодня» (с момента последнего запуска игры). Также игра запоминает индивидуальные рекорды, такие как наибольшее количество «комбо» подряд. Установка новых рекордов награждает игрока видеоповторами.

## Разработка
Идея создания симулятора пинбола пришла работавшему в Empire Interactive разработчику Эдриану Барритту после знакомства с аркадным пинбол-автоматом Star Trek: The Next Generation. Будучи поклонником пинбола и Звёздного пути, по мотивам которого был создан стол, Барритт захотел сделать версию этого стола для персонального компьютера и начал переговоры о получении прав, которые закончились неудачей. В результате этого студия Барритта Cunning Developments приступила к разработке игры по собственному оригинальному дизайну
Для 3D-моделирования разработчики использовали рабочие станции Silicon Graphics. Музыкальное сопровождение в стиле рок было написано британскими музыкантами Джейком Бёрнсом из Stiff Little Fingers и Брюсом Фокстоном, известным по участию в группе The Jam.
Игра была представлена в сентябре 1995 года на выставке European Computer Trade Show и выпущена позже в том же году для персональных компьютеров. При этом были выпущены версии как для MS-DOS, так и для Windows. В 1996 году состоялся выход игры для игровых приставок PlayStation и Sega Saturn. В США версия для PlayStation была выпущенна под названием Pro Pinball без подзаголовка The Web.

## Отзывы
| Иноязычные издания   | Иноязычные издания | Иноязычные издания | Иноязычные издания |
| Издание              | Оценка             | Оценка             | Оценка             |
| Издание              | PC                 | PS                 | Saturn             |
| -------------------- | ------------------ | ------------------ | ------------------ |
| GameSpot             | 7,4/10             | 5/10               |                    |
| PC Gamer (UK)        | 91 %               |                    |                    |
| PC Zone              | 90 %               |                    |                    |
| PlayStation Plus     |                    | 93/100             |                    |
| Sega Saturn Magazine |                    |                    | 70 %               |
| Play                 |                    | 90 %               |                    |
| PSX Pro              |                    | 9/10               |                    |
| Sega Power           |                    |                    | 82 %               |
| Награды              |                    |                    |                    |
| Издание              | Награда            | Награда            | Награда            |
| Play                 | Play Classic       | Play Classic       | Play Classic       |
| PC Zone              | PC Zone Classic    | PC Zone Classic    | PC Zone Classic    |

Pro Pinball: The Web была преимущественно хорошо встречена игровой прессой. Критики называли игру лучшим и наиболее реалистичным симулятором пинбола. Основной критике подверглось наличие только одного стола.
Журнал Playstation Plus написал игре положительную рецензию. По мнению обозревателя этого журнала, одного стола в игре более чем достаточно и играть на одном хорошо продуманном столе интереснее, чем на множестве однообразных, как в конкурентах True Pinball и Extreme Pinball. Посвящённый Sony PlayStation журнал Play дал игре награду «Play Classic» и назвал лучшей в жанре. По мнению автора рецензии, самая важная заслуга игры — точность физики движений шара. Журнал PSX Pro тоже поставил Pro Pinball: The Web высокую оценку, похвалив все аспекты игры. По мнению рецензента, графическая составляющая игры была выполнена на пределе возможностей PlayStation. Джефф Герстманн с сайта Gamespot написал версии для PlayStation критический отзыв. По его мнению, Pro Pinball: The Web не может прдложить того, что ожидается от компьютерной игры в жанре пинбола — разнообразние столов, а также, что ней будет что-то такое, на что обычный пинбол не способен. Тем не менее, он назвал игру хорошим симулятором и порекомендовал попробовать её всем любителям пинбола хотя бы по той причине, что игр в этом жанре на игровых приставках очень мало. При этом его коллега по изданию Тим Суте дал версии для персонального компьютера хороший отзыв и похвалил за реализм и хорошую графику.
Обозреватель журнала Sega Saturn Magazine заявил, что игру можно критиковать только за отсутствие разнообразия столов. По его мнению, The Web является очень реалистичным симулятором пинбола. Уилл Гроуерс из Sega Power назвал игру «возможно лучшим» пинболом для Sega Saturn. По его мнению Pro Pinball: The Web лучше Digital Pinball во всех отношениях, а у ближайшего конкурента True Pinball выигрывает благодаря более совершенной физической модели шара.
Игровой журналист Стюарт Кэмпбелл в статье для британского журнала PC Gamer назвал The Web лучшим и наиболее похожим по ощущениям на настоящий пинбол симулятором пинбола для домашнего компьютера. Кэмпбел похвалил физику шара, матричный индикатор и дизайн стола. В 1997 году PC Gamer поставил игру на 64 место в рейтинге 100 лучших компьютерных игр. По мнению журнала, ни один другой симулятор пинбола не приблизился к Pro Pinball: The Web. Журнал PC Zone присудил игре награду «PC Zone Classic» и назвал лучшим пинболом для компьютера из существующих.